# Chihuahua (hundras)
Chihuahua är en av världens minsta hundraser och är uppkallad efter delstaten Chihuahua i Mexiko, varifrån den härstammar.
Det finns två olika varianter av chihuahuan – lång- och korthårig. De är annars helt lika, men den långhåriga chihuahuan har lång silkig päls, med en framträdande "lejonman" samt behårad svans. Den korthåriga chihuahuan har kortare päls och svansbehåringen är kortare. Chihuahuan finns i alla färger och färgkombinationer, men färgen merle är inte tillåten.
Sedan mitten av 2000-talet har chichuahuans popularitet ökat starkt världen över. I en undersökning 2012/2013 utnämndes chihuahuan till världens fjärde populäraste hundras. 2012 nyregistrerades 2360 chihuahuor i Svenska Kennelklubben, vilket gör den till Sveriges populäraste hundras om man räknar båda varianterna tillsammans.

## Historia
Rasen uppmärksammades av amerikaner i Chihuahua vid mitten av 1800-talet. Omkring 1895 kom rasen på modet i Mexico City och Texas. 1904 skrevs den första rasstandarden i USA och rasen erkändes av American Kennel Club (AKC).
Sannolikt härstammar chihuahuan från toltekernas små hundar, kallade techichi. Man har funnit avbildningar av dessa på stenar från Cholulapyramiderna som återanvändes på 1530-talet vid byggandet av klostret Huejotzingo strax utanför Puebla i södra Mexiko. Hos toltekerna hade hundarna rituell betydelse och begravdes med sina ägare för att ta på sig deras synder och för att ledsaga dem till dödsriket. Aztekerna tog på 1200-talet över mycket av toltekernas seder, liksom deras förhållande till sina hundar. Sedan Hernán Cortés (1485–1547) krossade aztekernas rike 1521 tros hundarna ha levt kvar hos den lokala urbefolkningen.
Den enklaste förklaringen till chihuahuans ursprung är att den är en dvärgväxtmutation av mexikanska pariahundar. Xoloitzcuintle (mexikansk nakenhund) finns i olika storlekar som även finns med päls. Kynologer har även velat finna förklaringar i spanjorernas och erövrarnas handelsrutter till Kina och Medelhavsområdet.
De ursprungliga chihuahuorna hade mer tillplattade nosar som förekommer hos östasiatiska dvärghundar liksom hos maltesern. När amerikanerna tog hand om aveln korsade de in dvärgpinscher samt avlade på de minsta exemplaren för att göra rasen ännu mindre. Den långhåriga varianten har uppstått genom inkorsning av europeiska dvärgspanielar.
1951 importerades de första två hundarna till Sverige men rasen fick sitt genombrott först 1958.

## Egenskaper
Chihuahuan är en pigg, alert, livlig och mycket modig hund. Den är mycket ägarmedveten, tyr sig till sin ägare och sin flock och tvekar inte att försvara flocken och reviret mot fara och inkräktare. Rasen är väldigt vaktig och skäller gärna på både människor och andra hundar men kryper sedan gärna upp i främmande människors knän när den väl insett att faran är över.[källa behövs]
Chihuahuan trippar fram med huvudet högt och tar för givet att den är, om inte störst, så i alla fall bäst och vackrast. Chihuahuan är också känd för att föredra hundar av sin egen ras framför främmande.  Som ägare till en chihuahua gäller det att alltid ha koll på filtar och täcken innan man lägger sig i sängen då hunden gärna kryper in under dem. Chihuahuan trivs i flock.

## Utseende
Det finns korthårig och långhårig chihuahua. Även om pälsmängden hos de långhåriga kan variera finns det inga "semi-långhår" eller dylikt.
Korthårig: Hos den korthåriga chihuahuan ska pälsen vara tämligen kort, rak, glänsande och åtliggande. Kring halsen och på svansen ska den vara något längre.
Långhårig: Hos den långhåriga chihuahuan ska pälsen vara lång och mjuk med fin struktur. Den kan vara antingen rak eller lätt vågig. Pälsen ska vara längst på svansen, där den bildar en plym, på baksidan av frambenen och av låren, på tassarna samt runt halsen, där den ska bilda en krage. Längre päls ska finnas även på örats ytterkant, men örontippen ska vara korthårig. På huvudet och framsidan av benen ska pälsen vara kort.

## Problem med smuggelvalpar
På grund av chihuahuans ökade popularitet under 2000-talet har rasen varit inblandad i en omfattande smuggelverksamhet. Svenska tullen avlivar flera gånger om året sjuka smuggelvalpar av rasen. Polisen, Tullverket och Jordbruksverket har därför uppmanat köpare av rasen att vara noggrann i valet av säljare/uppfödare för att inte gynna smuggelverksamheten. Jordbruksverket har med anledning av smuggelverksamheten lagt ut råd till valpköpare för hur de kan undvika att köpa smugglade valpar.

## Galleri

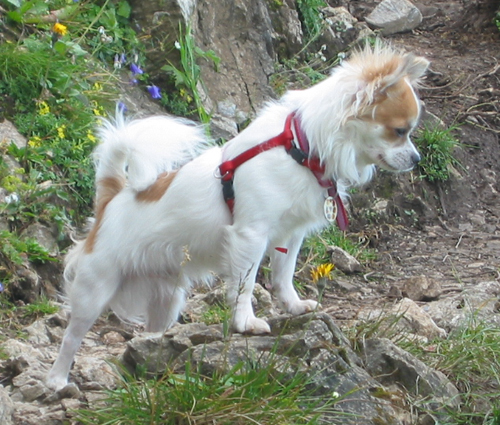
Långhårig chihuahua
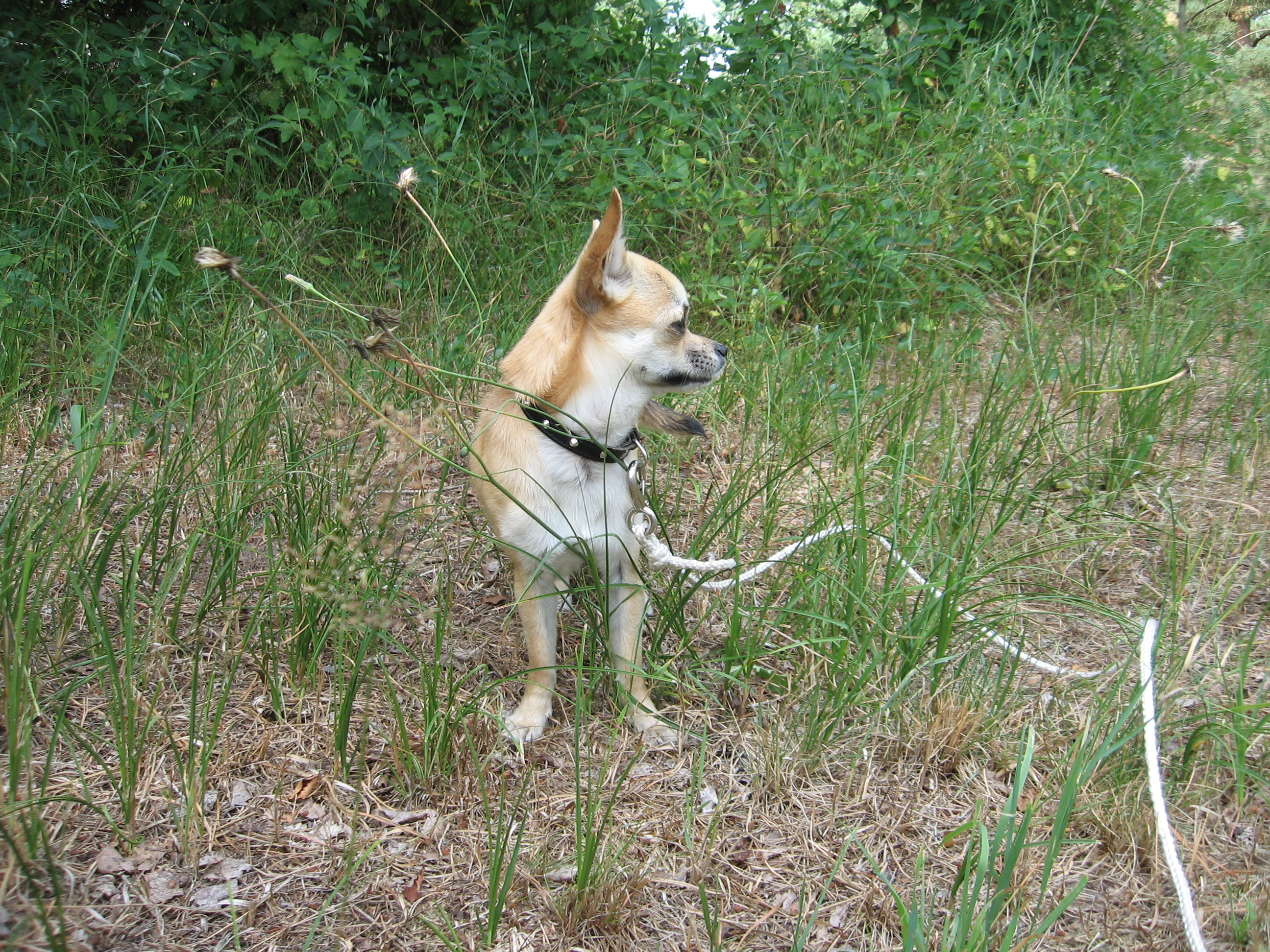
Chihuahua i profil
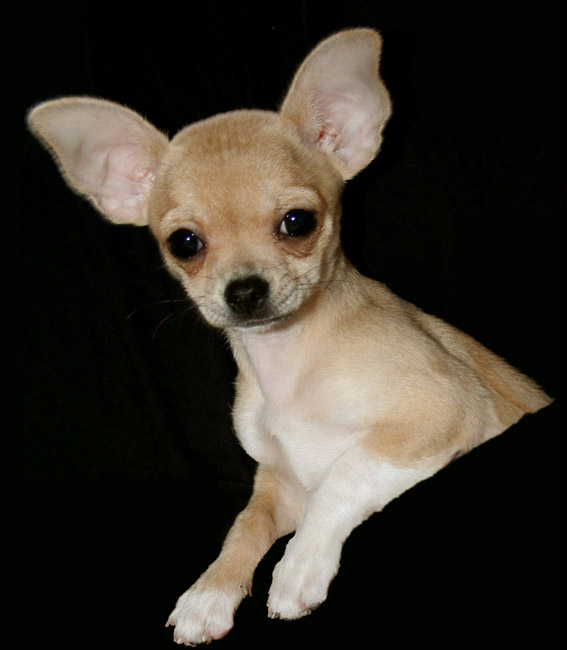
Korthårig chihuahuavalp
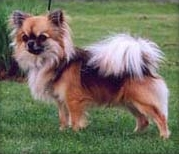
Långhårig chihuahua
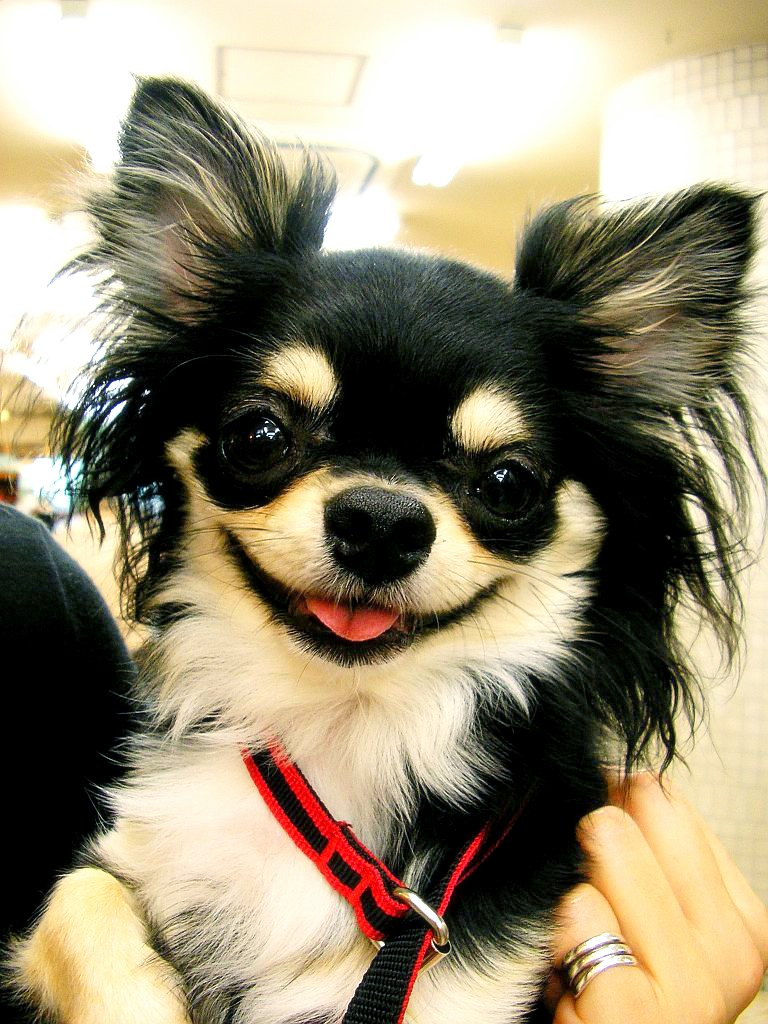
En chihuahua
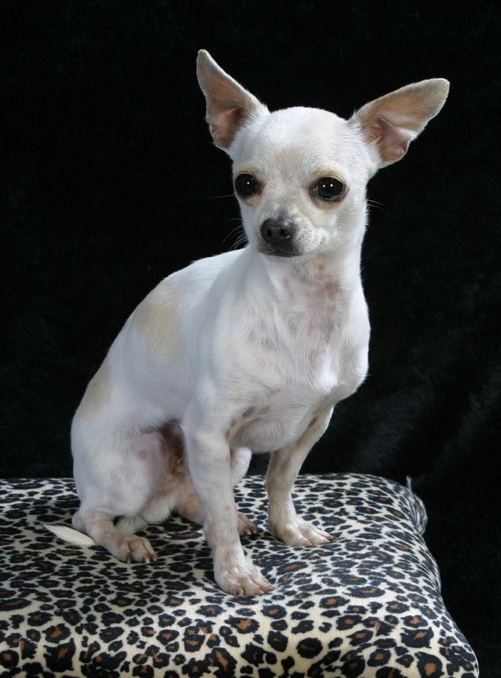
En vit chihuahua